# 不动明王传
《不动明王传》是一款任天堂红白机上的动作游戏，由TOSE开发，并由太東于1989年发行。 游戏包装盒上写着“释放力量”的副标题，这也和游戏中角色升级能力的方式一致。

## 情节
游戏开始时，世界被恶魔统治着，民众生活在恐惧之中。然而，一位勇士持有一把可以毁灭恶魔的神剑。这把名为“七支剑”的神剑之前分裂成了数块碎片，所以勇士必须在三个世界中历险，并且夺回碎片，重组神剑以便击败恶魔。

## 游戏
游戏有三个世界，每个世界分别由两个小关卡组成。此外还有一个最终关卡，所以游戏一共有七关。为了夺回神剑的碎片，玩家必须击败每个关卡最终的怪物。每块被夺回的碎片都会让神剑变长，力量也随之增长。玩家在关卡途中会遭遇很多敌人，需要使用手中的七支剑、飞镖和法术消灭它们。玩家也可以从敌人的上方跳过，或者在空中改变方向。然而，玩家在跳跃时需要小心控制以免落入陷阱之中。

### 版本区别
- 在日版中有北美版本中没有的额外的六个关卡以及怪物首领。
- 北美版本中的玩家角色有血量条，可以承受多次攻击。日版中的角色只有生命计数，只能承受一次攻击。
- 日版中有更多的物品和法术可以使用。
- 日版的结局中有额外的场面和文字，北美版本中被删掉了。
- 英语版本的封面上描绘了一名肌肉发达、赤裸上身的古铜色皮肤的男子，但在实际游戏中角色是一名没那么强壮的白色皮肤的男子，还穿着一身红色和服。日版的封面描绘的角色与实际人物更加接近。